# Дрехтерланд
Дрехтерланд (нидерл. Drechterland) — община в нидерландской провинции Северная Голландия. Расположена к северу от Амстердама. Площадь общины — 80,72 км², из них 59,17 км² составляет суша. Население по данным на 1 января 2007 года — 18 587 человек. Средняя плотность населения — 230,3 чел/км².
В общине находятся следующие населённые пункты: Хем, Хогкарспел, Остерблоккер, Остерлек, Схеллинкхаут, Венхёйзен, Вествауд, Вийденес.